# Larribar-Sorhapuru
Larribar-Sorhapuru é uma comuna francesa na região administrativa da Nova Aquitânia, no departamento dos Pirenéus Atlânticos. Estende-se por uma área de 10,52 km². Em 2010 a comuna tinha 186 habitantes (densidade: 17,7 hab./km²).